# Operazione Oro

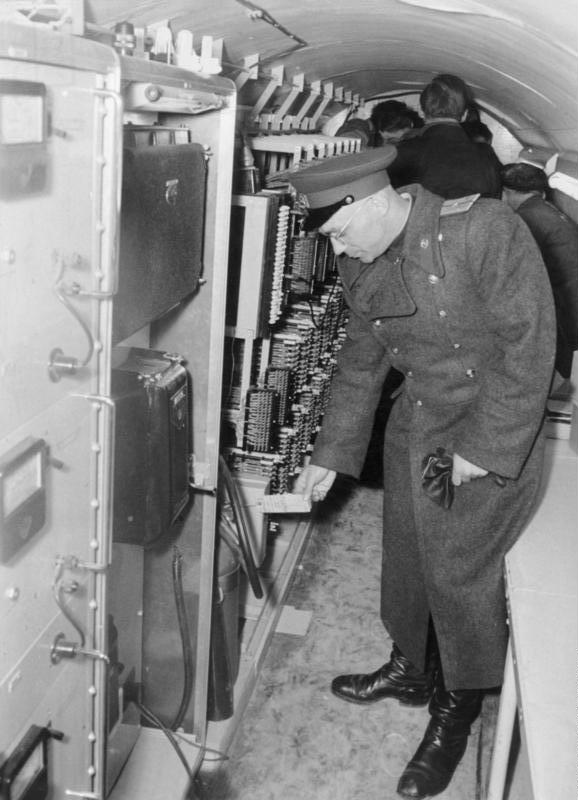
Ufficiale sovietico all'interno del tunnel.

Operazione Oro (Operation Gold), conosciuta anche come Operazione Cronometro (Operation Stopwatch) dai Britannici, fu un'operazione congiunta tra la CIA ed i servizi segreti inglesi nel 1950 per sfruttare le comunicazioni della rete fissa del quartier generale dell'Armata Rossa a Berlino utilizzando un tunnel nella zona occupata dai sovietici. Questa fu una variante molto più complessa dell'operazione Silver progettata a Vienna. Le autorità sovietiche furono informate dell'operazione Oro sin dall'inizio dalla loro talpa George Blake e "scoprirono" il tunnel nel 1956.

## Nella cultura di massa
L'Operazione Oro è al centro delle vicende narrate nel romanzo Lettera a Berlino (The Innocent) dello scrittore Ian McEwan adattato cinematograficamente nel film The Innocent del 1993, diretto da John Schlesinger.